# Sarsameira longifurcata
Sarsameira longifurcata is een eenoogkreeftjessoort uit de familie van de Ameiridae. De wetenschappelijke naam van de soort is voor het eerst geldig gepubliceerd in 1974 door Becker.